# Calvin Floyd
Pour les articles homonymes, voir Floyd.
Calvin Floyd, né le 15 novembre 1931 à Stockholm et mort le 11 mars 2014 à Bromma (Districts de Stockholm), est un réalisateur, scénariste, producteur, pianiste, compositeur, écrivain suédois.

## Biographie
Calvin Floyd est né le 15 novembre 1931 à Stockholm. Il a étudié le cinéma à l'Université de Californie à Los Angeles aux États-Unis et il a ensuite travaillé comme réalisateur, scénariste, auteur, producteur et compositeur. Floyd était également chanteur et pianiste de jazz et, en 1962, il est devenu membre de l'American Society of Composers, Authors and Publishers (ASCAP). Il était marié à la scénariste Yvonne Floyd (sv). Travaillant comme éditeur de musique à Kalmar, Floyd est décédé le 11 mars 2014 à Bromma, dans la banlieue de Stockholm.

## Filmographie

### Réalisateur
- 1969 : Personal Reflections
- 1970 : Champagne Rose är död (sv)
- 1974 : Les Voyeurs (Sams)
- 1975 : Vem var Dracula? (sv), projeté au Festival international du film fantastique de Catalogne 1975[3]
- 1977 : Victor Frankenstein (sv)
- 1981 : L'Auberge du dragon volant (Ondskans värdshus)

### Scénariste
- 1961 : Time of the Heathen
- 1962 : Jag bombade Hiroshima
- 1970 : Champagne Rose är död (sv)
- 1977 : Victor Frankenstein (sv)
- 1981 : L'Auberge du dragon volant (Ondskans värdshus)

### Producteur
- 1961 : Time of the Heathen
- 1964 : Faust
- 1975 : Vem var Dracula? (sv)
- 1976 : Le Gang des tueurs (en) (Black Heat) d'Al Adamson (producteur délégué)
- 1977 : Victor Frankenstein (sv)
- 1981 : L'Auberge du dragon volant (Ondskans värdshus)
- 1984 : Slagskämpen (sv)

### Compositeur
- 1969 : Skottet (sv) de Claes Fellbom (sv)
- 1970 : Champagne Rose är död (sv)
- 1975 : Vem var Dracula? (sv)

### Acteur
- 1982 : Skulden (sv) (série télévisée)

### Monteur
- 1987 : L'Ange de la vengeance (Angel of Vengeance) de Ted V. Mikels et Ray Dennis Steckler